# 屈西亚
屈西亚（法語：Cuisia，法語發音：[kɥizja]）是法国汝拉省的一个市镇，属于隆斯勒索涅区。

## 地理
屈西亚（46°32'15"N, 5°24'8"E）面积10.16 平方千米，位于法国勃艮第-弗朗什-孔泰大區汝拉省，该省份为法国东部内陆省份，北起上索恩省，西北接科多尔省，西临索恩-卢瓦尔省，南至安省，东与杜省和瑞士接壤。
与屈西亚接壤的市镇（或旧市镇、城区）包括：迈纳勒、欧雅、库桑斯、日济亚、罗赛、勒米鲁瓦尔、博福尔-奥尔巴尼亚。

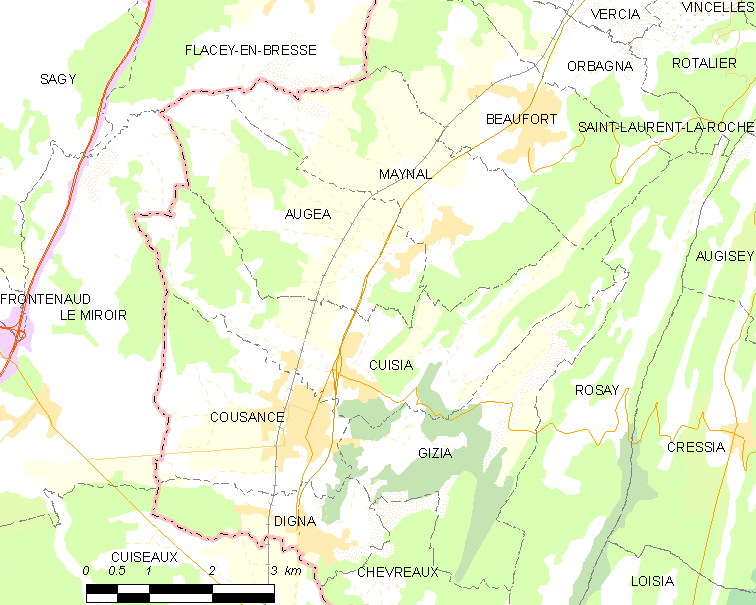
屈西亚的OSM定位图

屈西亚的时区为UTC+01:00、UTC+02:00（夏令时）。

## 行政
屈西亚的邮政编码为39190，INSEE市镇编码为39185。

## 政治
屈西亚所属的省级选区为圣阿穆尔县。

## 人口

1962-2008年间屈西亚人口变化图示

屈西亚于2022年1月1日时的人口数量为388人。